# Pholcus suizhongicus
Pholcus suizhongicus är en spindelart som beskrevs av Zhu och Song 1999. Pholcus suizhongicus ingår i släktet Pholcus och familjen dallerspindlar. Inga underarter finns listade i Catalogue of Life.